# Рај (Аризона)
Рај (енгл. Rye) насељено је место без административног статуса у америчкој савезној држави Аризона.

## Демографија
По попису из 2010. године број становника је 77.
| Група             | 2000.    | 2010.      |
| Белци             | 0 (0,0%) | 65 (84,4%) |
| Афроамериканци    | 0 (0,0%) | 0 (0,0%)   |
| Азијати           | 0 (0,0%) | 0 (0,0%)   |
| Хиспаноамериканци | 0 (0,0%) | 11 (14,3%) |
| Укупно            | 0        | 77         |